# Wilhelm Holtz

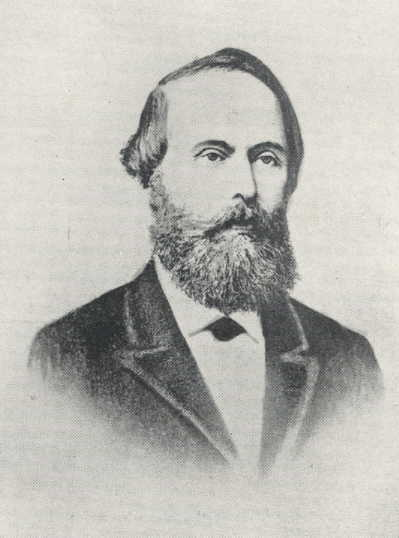
Wilhelm Holtz

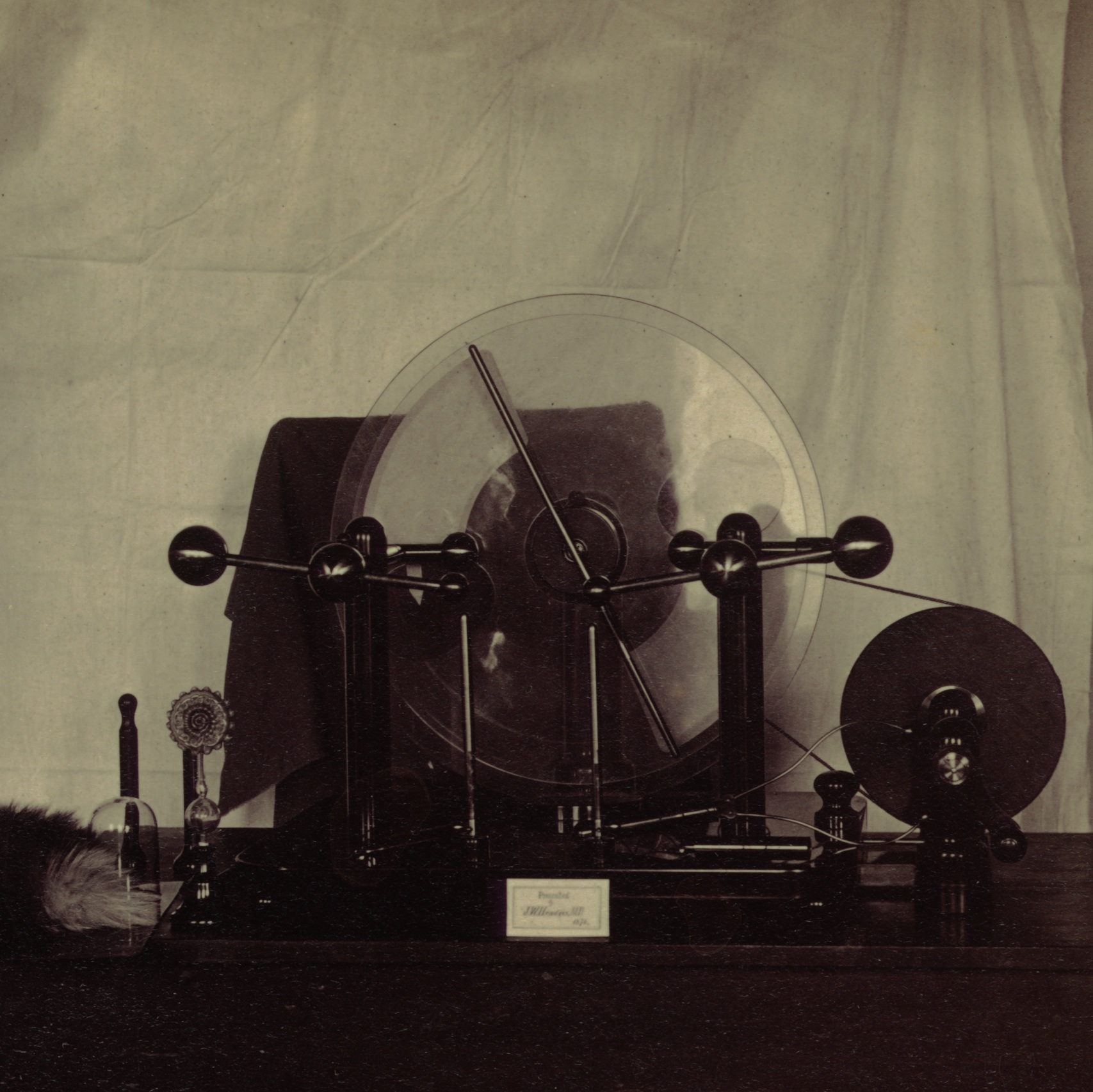
Holtzmaschine

Wilhelm Holtz (Löbnitz (Mecklemburgo-Pomerânia Ocidental), 15 de outubro de 1836 – Greifswald, 27 de setembro de 1913) foi um físico alemão, inventor da máquina de Holtz.

## Vida
Wilhelm Holtz foi o sétimo filho de Adolf Christian Ludwig Holtz e de Regina Ilsabe Lübke.
Estudou física e ciências naturais de 1857 a 1862 na Universidade Humboldt de Berlim, em Dijon e na Universidade de Edimburgo. Trabalhou depois em Berlim especialmente com experimentos sobre eletricidade.
Em 1865 inventou a máquina de Holtz.
Em 1869 obteve um doutorado na Universidade de Halle-Wittenberg, obtendo depois um cargo de assistente na Universidade de Greifswald, onde obteve a habilitação em 1881 e foi Privatdozent, tornando-se professor de física em 1884 e professor emérito em 1910. Morreu em 27 de setembro de 1913 em Greifswald.

## Obras
- Über Theorie, Anlage und Prüfung der Blitzableiter. Greifswald (1878)
- Über die Zunahme der Blitzgefahr und ihre möglichen Ursachen. Greifswald (1880)